# إدوارد دالبرغ
إدوارد دالبرغ (بالإنجليزية: Edward Dahlberg)‏ (22 يوليو 1900، بوسطن في الولايات المتحدة - 27 فبراير 1977، سانتا باربارا في الولايات المتحدة)؛ كاتب وروائي أمريكي.

## الجوائز
- زمالة غوغنهايم

## روابط خارجية
- إدوارد دالبرغ على موقع إن إن دي بي (الإنجليزية)